# NGC 57
NGC 57 es una galaxia elíptica localizada en la constelación de Piscis. Fue descubierta el 8 de octubre de 1784 por el astrónomo William Herschel. 

## SN 2010dq
El 3 de junio de 2010, Koichi Itagaki detectó una supernova de magnitud 17, 17 "al oeste y 1" al sur del centro de NGC 57 en las coordenadas 00 15 29.70 +17 19 41.0.

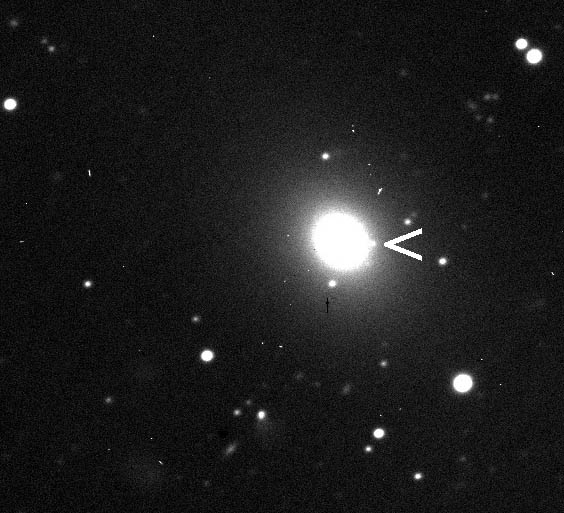
Supernova 2010dq como se vio en 2010-09-03 (anunciado 2010-06-03)